# Coelioxys scioensis
Coelioxys scioensis là một loài Hymenoptera trong họ Megachilidae. Loài này được Gribodo mô tả khoa học năm 1879.